# D'Orbigny's dwergspecht
De d'Orbigny's dwergspecht (Picumnus dorbignyanus) is een vogel uit de familie Picidae (spechten). Deze vogel is genoemd naar de Franse natuuronderzoeker Alcide d'Orbigny.

## Verspreiding en leefgebied
Deze soort komt voor in oostelijk Peru, Bolivia en noordwestelijk Argentinië en telt twee ondersoorten:
- P. d. jelskii: oostelijk Peru.
- P. d. dorbignyanus: westelijk Bolivia en noordwestelijk Argentinië.

## Status
De grootte van de populatie is niet gekwantificeerd maar de soort wordt omschreven als tamelijk algemeen. Op de Rode lijst van de IUCN heeft deze soort de status niet bedreigd.